# Limousin (rund)

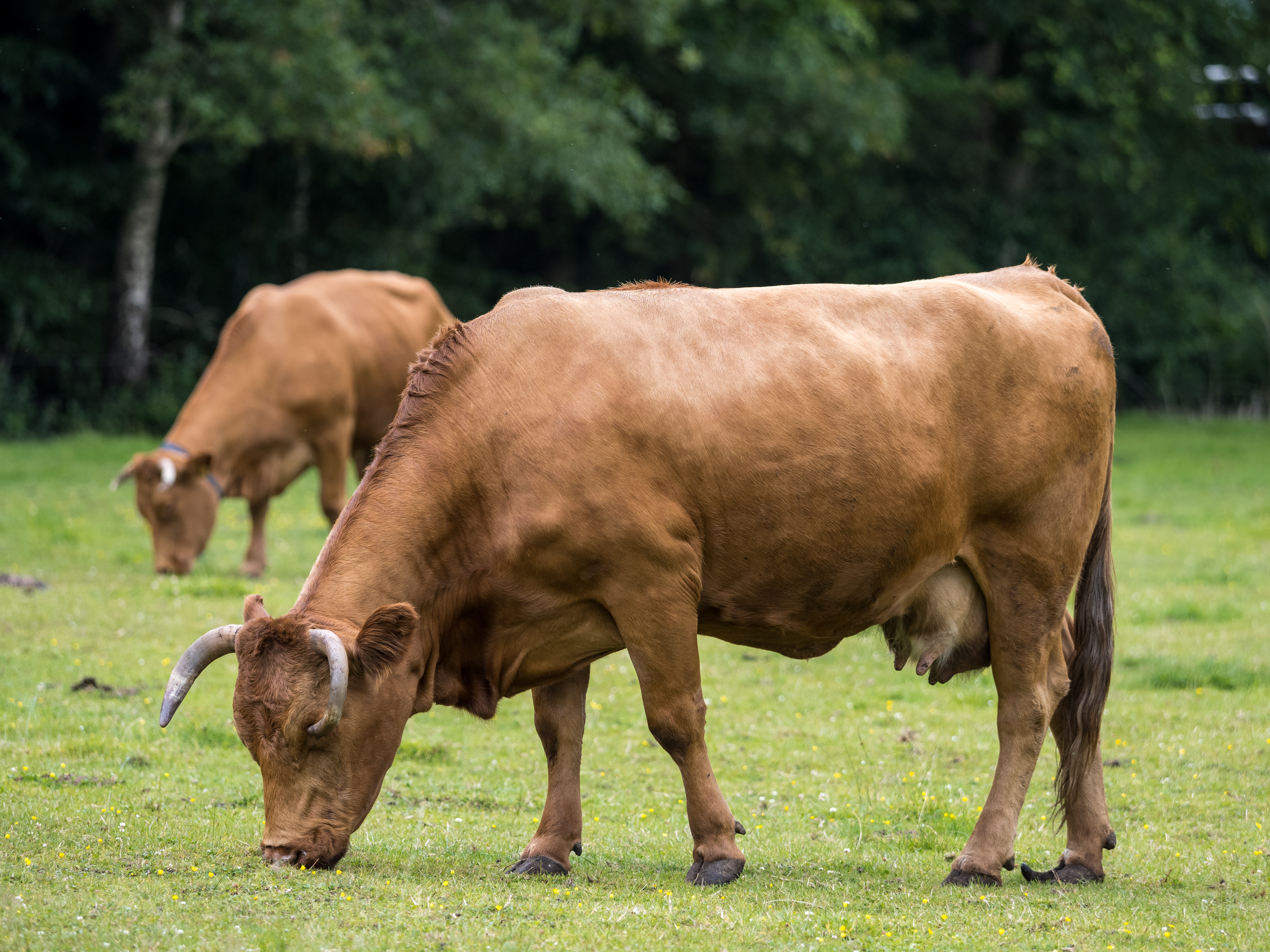
Limousin koe

Het Limousin is een koeienras, dat oorspronkelijk uit Centraal Massief in Frankrijk komt. Sinds eind 17e eeuw wordt het in de provincie Limousin als werkras gefokt. 
Charles de Léobardy legde in het midden van de 19e eeuw een basis voor een vlees/werktype. Het vlees/werktype werd in 1900-1930 vastgelegd. Het werd geëxporteerd en daarna gefokt in 60 landen.

## Kenmerken
Het Limousin is een groot vleesvee ras; een koe wordt 140-160 cm hoog en een stier 150-170 cm. Het Limousin is eenkleurig rood en heeft redelijk lange hoorns.
De stierlijn wordt bij jonge vaarzen geselecteerd op het geven van lichte kalveren en bij koeien op een ideale mix van bespiering en karkasgroei (zo hoeft er vrijwel nooit een keizersnede aan te pas te komen).